# مصطلحات فقهية
المصطلحات الفقهية هي اتفاقات حول أمر ما عند علماء الفقه الإسلامي، وتأخذ مجالًا واسعًا في تفاصيلها من حيث ماهيتها ومن حيث أنها مصطلحات عامة عند جميع الفقهاء أو خاصة عند البعض وهناك مصطلحات مهمة توصف بكونها مصطلحات شرعية، لكونها نقلت كذلك عن طريق الشرع، وقد كان لأعلام الفقه في الصدر الأول من فقهاء الصحابة وفقهاء التابعين مصطلحات مستحدثة للتعريف بالماهيات حسب ما يطرأ من الأحداث، كما أن لأعلام الصدر الأول من الصحابة والتابعين مصطلحات استخدموها بواقع عرفهم الشرعي أو اللغوي، ولم يكون بحاجة لوضع قواميس لتحديد ذلك، وبعد تطور الفقه في مراحل التدوين ظهرت مصطلحات فقهية جديدة أضيفت لما قبلها، وربما وقعت لها خصوصية في الاستعمال وقد اهتم علماء الفقه بوضع مصطلحات وتفسير ما هو غريب منها وشرحها، ودونت المعاجم الخاصة بذلك.

## اللغة والاستعمال
تعد اللغة عنصرًا أساسيًا في جميع المجالات المعرفية، وتعرف بأنها: «الألفاظ الموضوعة للدلالة على معانيها» فهي ألفاظ تحمل في نفسها دلالة على المعاني. والاستعمال بمعنى استخدام المصطلحات للدلالة على المعاني المقصودة منها يقوم على أساس فهم اللغة، إلا أن الدلالات اللغوية غالبًا ما تكون أوسع منها في المصطلحات الخاصة، وعلى كل حال فالمصطلحات الفقهية تعتمد بصفة أساسية على معرفة اللغة، وفي نفس الوقت تلتزم بالاستعمال بالمعنى الشرعي والخصوصية في الاستعمال، إذ أن المصطلحات الفقهية هي تحديد ما هو مستعمل عند أعلام الفقه.

### النسبة في الاستعمال
النسبة في الاستعمال بمعنى: نسبة القول للقائل أو المرجع الصحيح من أجل الحصول على المقصود على وجه أكثر دقة؛ لأن الاستعمالات المتعددة من طرق مختلفة قد لا توصل إلى المطلوب. وتحديد المرجع مهم في ذلك، فإن أردنا مثلا تفسير مشكل في مسألة فقهية؛ فلا نبحث بصفة أساسية في كتب اللغة أو التاريخ مثلًا أو العكس، إذ أن المؤرخ مثلًا قد ينقل من الأقوال غير المعتمد أو ما شابه ومعنى هذا أن التحقيق في مسألة يكون من خلال الرجوع إلى صاحب التخصص نفسه. واستعمال مصطلح معين عند الشافعية مثلًا: لا يعني بالضرورة أن يكون مستعملًا كذلك في مذاهب أخرى. وقد تتعد الاستعمالات لنفس الشيء لكن مع اختلاف المقصود، فمثلا: استعمال كلمة: «الفقه» تستعمل عند المتقدمين بمعنى: العلم الشرعي بعمومه، وعند المتأخرين بمعنى: علم فروع الفقه، كما أن هناك فوارق مهمة في استعمالات الفقهاء بين المتقدمين وبين المتأخرين، مثل كلمة: «المكروه» فإنه يستعمل عند فقهاء الصدر الأول عند إطلاقه بمعنى الحرام، ولم يكونوا يفرقون بين كراهة التزيه وكراهة التحريم كما هو الحال عند المتأخرين من علماء أصول الفقه.

## المصطلحات العامة والخاصة
يقصد بالمصطلحات الفقهية العامة: ما هو مستعمل عند علماء الفقه بوجه عام عند الجميع، ويمثل هذا النوع من المصطلحات الرتبة العليا في الاتفاق، حيث يكون في هذه الحالة واسع الإشهار والاستعمال على نطاق واسع. ويقصد بالمصطلحات الخاصة: ما استعمل على وجه مخصوص عند البعض.

## الاختصار
الاختصار في الاستعمالات الفقهية كغيرها هو عبارة عن: إيجاز المطول بما يحصل به المقصود بصورة أخصر من غير إخلال بالمقصود، وغالبا ما يكون في تدوين الكتب، والاختصار أنواع فقد يكون بطريق اختصار الكلام، وهو مما يتطلب مهارة عالية في علم اللغة العربية وسلامة استعمالها، ومعناه: الاختصار المفيد بعبارات قليله لتحصيل المقصود وتجنب الحشو في الكلام. وقد يكون الاختصار في التدوين وغالبا ما يكون في المتون أو المختصرات. وقد يكون الاختصار بمعنى: تلخيص محتوى مطول. وقد يكون الاختصار في متعلقات النصوص مثل الاقتصار على ذكر نص الحديث، فبعض علماء الفقه يذكر نص الحديث فيقول مثلا: روى الترمذي حديث: كذا.. ويذكر نص الحديث، وسبب ذلك: أن الكتب وخصوصا كتب الفروع حينما يتكرر فيها ذكر نصوص الحديث يقوم المؤلف أحيانا بذكر النص ويعزوه إلى كتب الحديث، وهو أيضا مثل مراسيل بعض الصحابة. 

### الترميز
الترميز أو لغة الترميز هو عبارة عن طريقة مستخدمة في علم الفقه والعلوم الإسلامية عموما للدلالة على أمر ما بصورة مختصرة، وعادة ما يكون استخدام لغة الرموز في مسائل العلم المتكررة، فيقصد مؤلف الكتاب مثلا الاختصار بهذا الرمز المتكرر، فلو كان الكتاب يتضمن كلمة تتكرر في مواضع كثيرة. على سبيل المثال: بعض العلماء استخدم حرف «ح» فبعض الفقهاء يقول مثلا: «قال ح: كذا وكذا» للدلالة على قول أبي حنيفة، بينما نجد في كتب الحديث استخدام حرف: «ح» للدلالة على تحويل الإسناد، وبهذا يتضح أن استخدام الرمز لا يمثل الدلالة المتفق عليها على كل الأحوال، ومن ثم يذكر مؤلفوا الكتب معنى الرموز التي استعملوها في كتبهم، حيث أن الرموز قد تكون مستعملة على وجه خاص. ومن الأمثلة على الترميز ما يستعمل في فقه المواريث مثل: ج أي: زوج، أو جه أي: زوجة، أو قه أي: أخت شقيقة، وغيره ذلك. وقد ذكر ابن المتقنة في نهاية منظومة الرحبية قوله:

## التدوين
لم يكن تدوين المصطلحات الفقهية معروفا في الصدر الأول من عصر التاريخ الإسلامي؛ لأنهم كانوا في غنية عن شرح مصطلحاتهم التي كانت واضحة عندهم، وبعد تدوين العلوم الشرعية واحتياج الناس في البلدان المختلفة: احتاج الناس إلى شرح المبهمات وتفسير معانيها، وكان ذلك من خلال الإضافات التوضيحية المدرجة في الكتب. ومن خلال مراحل تطور تدوين العلوم الشرعية بدء الاهتمام بالمصطلحات الفقهية في المراحل الأولى عن طريق تخصيص كتابات توضيحية في جزء من الكتاب، مثل كتاب: «منهاج الطالبين» للنووي فإنه تضمن في أوله مقدمة تعرف بـ«مقدمة المنهاج» وهي عبارة عن مصطلحات متن المنهاج، وهكذا كان العلماء يصنعون في كتب الفقه، وأحيانا يفردون هذه المصطلحات بكتابات مستقلة وكتب خاصة. وقد توسع مجال الاهتمام بالمصطلحات الفقهية خصوصا في فترة المتأخرين، حيث أضاف أصحاب البحث والتحقيق مصطلحات نقلها عنهم أصحاب المذاهب وجرى تداولها والتعارف عليها.
ومن أمثلة الكتب المدونة في هذا المجال كتاب: «المصباح المنير في غريب الشرح الكبير» للفيومي، وهو شرح غريب فتح العزيز للرافعي الشافعي، و«النظم المستعذب في تفسير غريب ألفاظ المهذب» لبطال الركبي، وهو شرح غريب كتاب المهذب لأبي إسحاق الشيرازي الشافعي، وغرر المقالة يشرح غريب ألفاظ الرسالة لابن أبي زيد القيرواني المالكي، والمطلع يشرح غريب ألفاظ المقنع للإمام ابن قدامة الحنبلي، وكتاب: أنيس الفقهاء، ودستور العلماء كلاهما شرح الغريب من ألفاظ الحنفية.